# Serbische Küche

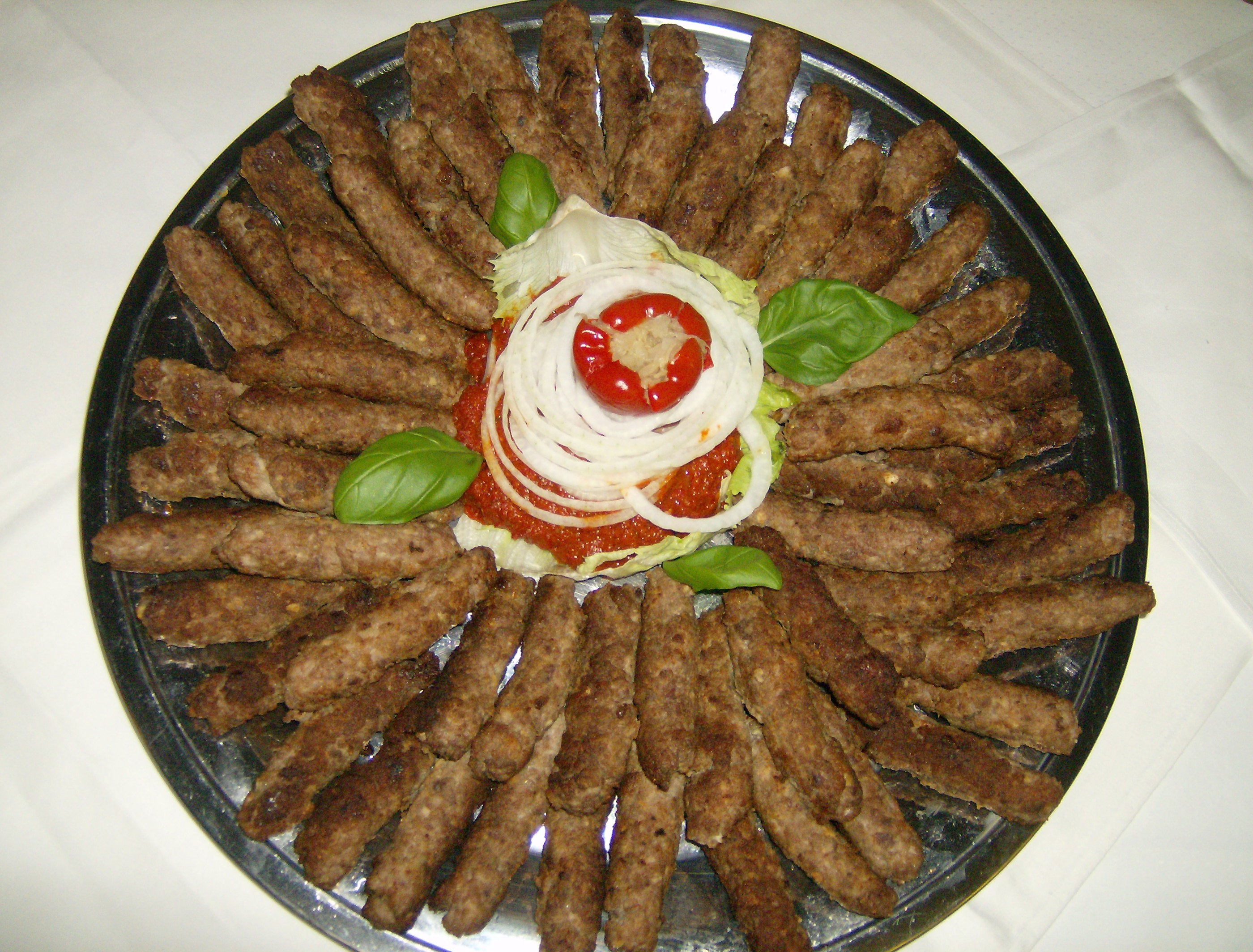
Ćevapčići-Platte

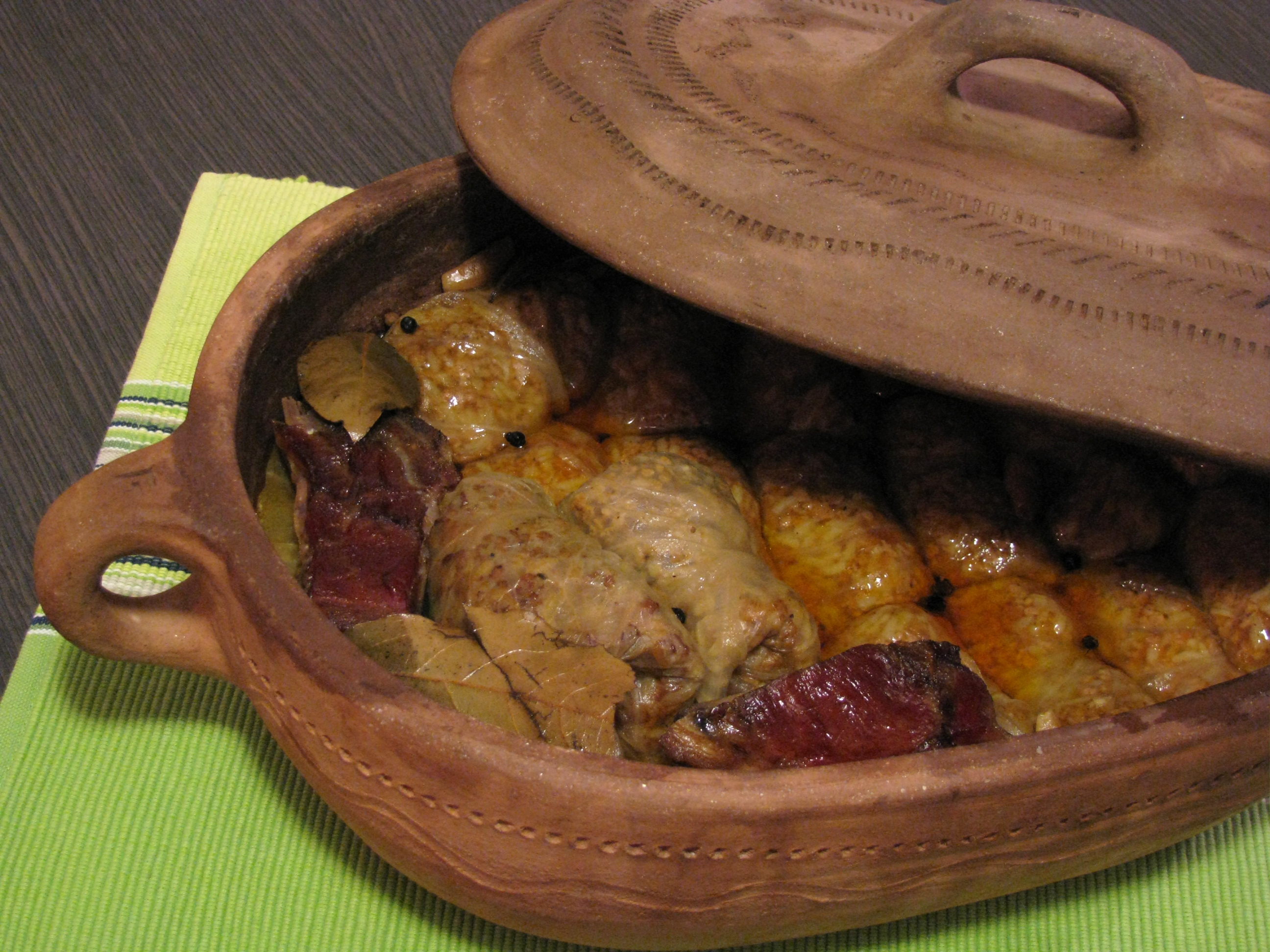
Sarma – Sauere Kohlrouladen gefüllt mit Hackfleisch

Die serbische Küche (serbisch Српска кухиња/Srpska kuhinja) wird zur Balkanküche gezählt. Sie wurde durch die slawische Küche und die seiner Nachbarländer beeinflusst, durch die österreichische Küche und durch die Küche des Mittelmeerraumes, besonders durch die des Orients, hier vor allem über die türkische Küche.

## Geschichte
Durch die geografische Lage Serbiens und durch den damit verbundenen regionalen und nationalen Kulturaustausch wurden manche Gerichte, Zubereitungsarten und Zutaten übernommen und in die eigene Küche integriert und angepasst, wodurch sich wiederum hauptsächlich nationale Versionen oder für den Balkan typische Gerichte entwickelten. Bedingt durch die Lage und die lange Kochtradition kann die serbische Küche somit auf eine Vielzahl an Gerichten, Zutaten und Spezialitäten zurückgreifen. International bekannte Produkte, die auch in der serbischen Küche vorkommen, sind z. B. die für die Region typischen Fleischgerichte Ćevapčići, Pljeskavica und Ražnjići. Weitere bekannte Gerichte sind Pasulj, die Sarma oder Đuveč. Typische serbische Spezialitäten hingegen sind z. B. die Karađorđeva šnicla, ein länglich gerolltes, paniertes und gebackenes Schnitzel, gefüllt mit Käse oder Rahm bzw. Kajmak, wahlweise auch mit Schinken, die nach Karađorđe benannt ist, oder die Mućkalica, ein Eintopf mit gegrillten Fleischsorten und Gemüse. Die Rakija oder Šljivovica ist der wohl meistgetrunkene Obstbrand des Landes.

## Speisen und Getränke

### Fleischgerichte
- Ćevapčići – gegrillte Fleischröllchen aus Hackfleisch vom Rind, Schwein oder gemischten Fleischsorten
- Ražnjići – Grillspieße, bestehend aus Fleischwürfeln, die abwechselnd mit Gemüsestücken bestückt sind
- Pljeskavica – Fleischlaibchen, bestehend aus Hackfleisch vom Rind, Schwein, Lamm oder gemischten Fleischsorten (wahlweise mit Füllung aus Schafskäse)
- Papazjanija – gebackenes Fleischgericht, das aus unterschiedlichen Fleischsorten, Gemüse und Gewürzen besteht
- Đuveč – Reisfleisch, bestehend aus geschmortem Reis, Gemüse und Fleisch
- Sarma –  Kohlroulade, meist mit Hackfleisch und Reis gewickelte sauere Weißkohlblätter

### Suppen und Eintöpfe
- Riblji paprikaš – Fischsuppe (serbisch auch Riblja čorba)
- Pasulj – Bohnensuppe
- Škembići – Pansensuppe, wird mit Weißwein verfeinert
- Svadbarski kupus – würziger Kohleintopf mit geräuchertem Fleisch

### Wurst, Speck und Schinken
- Kulen – pikante Wurst
- Pirotska peglana kobasica – Wurstprodukt Pirots und der Stara planina, das durch Walzen „gebügelt“ wird[3]

### Käse
- Šarski sir – Schafskäse von Gebirge Šar Planina
- Kajmak – grobkörniger Streichkäse, Frischkäse
- Pirotski kačkavalj – Hartkäse, der ursprünglich aus Schafsmilch der Schafrasse  Karakačanska ovca hergestellt wurde. Heute dominiert in der Produktion Kuhmilch[4] (auch Staroplaninski kačkavalj)
- Sjenički beli sir – Schafskäse (heute auch mit Kuhmilch) aus der Umgebung Sjenicas im Hochplateau Pešter (Pešterski visoravan)[5][6]
- Kačkavalj – Hartkäse aus Schafsmilch (heute auch mit Kuhmilch)

### Gebackenes
- Gibanica – serbische Variante des Burek
- Burek – kleinere Variante des Börek
- Pogača – Bauernbrot
- Pita – gefülltes Blätterteiggericht
- Proja – Maisbrot, wahlweise mit Schafskäse

### Dessert, Süßspeisen, Kuchen, Torten
- Baklava – Süßgebäck aus Blätter- bzw. Filoteig und gehackten Walnüssen
- Ratluk – Süßigkeit auf Basis von gelierter Stärke und Zucker
- Palačinke – Eierkuchen aus Ei, Milch und Mehl
- Slatko – Konfitüre-Spezialitäten, besonders bei der Willkommenszeremonie verbreitet
- Vasina torta – mit Mandel-, Haselnuss- und Walnusscreme und mit Weinbrand oder Likör aromatisiert
- Čupavci – Kokosschnitten

### Sonstiges
- Ajvar – Gemüsepaste aus roten Paprika (häufig scharf), wird als Aufstrich oder als Beilage (z. B. zu Ćevapčići) gegessen.
- Kajmak – Streichfett, wird aus Rahm gewonnen
- Musaka – Hackfleischauflauf aus Kartoffeln und Zwiebeln
- Slatko – Konfitfrüchte

### Getränke
- Jelen Pivo – Bier
- Kruškovac – Likör aus Birnen
- Rtanjski čaj – Kräutertee aus der autochthonen Satureja kitaibelii (Lamiaceae, Bohnenkräuter)[7]
- Šar planinski čaj – Kräutertee aus Sideritis scardica (scardica ist das lateinische Toponym der Šar planina)[8]  – vergleichbar mit dem Griechischen Bergtee
- Prokupac – ursprünglich autochthoner Rotwein der Sorte Prokupac (in der Župa und um Kruševac)[9]
- Sliwowitz – Zwetschgenschnaps, traditionelles alkoholisches Getränk.